# 김미림
김미림(1985년 10월 20일 ~ )은 대한민국의 배우이다.

## 학력
- 수원대학교 연극영화학부 학사

## 출연작

### 영화
- 《태백산맥》 (1994년) - 덕순역
- 《생날선생》 (2006년) - 깻잎 3 역
- 《색화동》 (2007년) - 가영 역
- 《애자》 (2009년) - 여고생 2 역
- 《강철대오: 구국의 철가방》 (2012년) - 중국집 대학생 5 역
- 《남자사용설명서》 (2013년) - 보나친구 3 역
- 《열정같은소리하고있네》 (2015년) - 박 기자 역
- 《꽃보다 처녀귀신》 (2015년)
- 《파랑새》 (2015년) - 한미림 역
- 《한강블루스》 (2016년) - 간호사 1 역
- 《남방한계선》 (2017년)

### 드라마
- 《신의 퀴즈 2》 (OCN, 2011년) - 주미 역
- 《TV 방자전》 (채널CGV, 2011년) - 대나무밭 여인 역
- 《빛과 그림자》 (MBC, 2011년)
- 《지운수대통》 (TV조선, 2012년)
- 《삼생이》 (KBS2, 2013년) - 순복 역
- 《KBS 드라마 스페셜 - Happy! 로즈데이》 (KBS2, 2013년)
- 《고양이는 있다》 (KBS1, 2014년) - 송이 역
- 《다 잘될 거야》 (KBS2, 2015년) - 은주 역
- 《실종느와르 M》 (OCN, 2015년) - 김민주 역
- 《아이가 다섯》 (KBS2, 2016년)
- 《워킹 맘 육아 대디》 (MBC, 2016년)

### 연극
- 《도전 19벨 - 춘향이의 첫날밤》 - 향단 역
- 《사랑을 주세요》 - 아리 역